# Kanton Montigny-en-Gohelle
Montigny-en-Gohelle is een voormalig kanton van het Franse departement Pas-de-Calais. Het kanton maakte deel uit van het arrondissement Lens. Het werd opgeheven bij decreet van 24 februari 2014 met uitwerking in 2015.

## Gemeenten
Het kanton Montigny-en-Gohelle omvatte de volgende gemeenten:
- Hénin-Beaumont (deels)
- Montigny-en-Gohelle (hoofdplaats)